# Teamcenter
Teamcenter è una suite software di gestione del ciclo di vita del prodotto (PLM).

## Storia
Fu sviluppata in origine dalla UGS Corporation, divenuta poi parte della Siemens PLM Software.

## Premi
- Teamcenter riceve nel 2005 il IndustryWeek's "Technology Innovation of the Year" Award.[1]
- Teamcenter riceve nel 2006 il Aviation Week & Space Technology magazine's Technology Innovation Award.[2]